# Maison Smirnov
La Maison Smirnov (дом А. Б. Смирнова) est un édifice de Nijni Novgorod en Russie situé dans le cœur historique de la ville, rue de la Nativité. Il a été construit en 1823 selon les plans de l'architecte Ivan Efimov en style néoclassique russe. C'est l'un des édifices de pierre les plus anciens de Nijni Novgorod et un témoignage important du néoclassicisme russe dans la région.

## Histoire

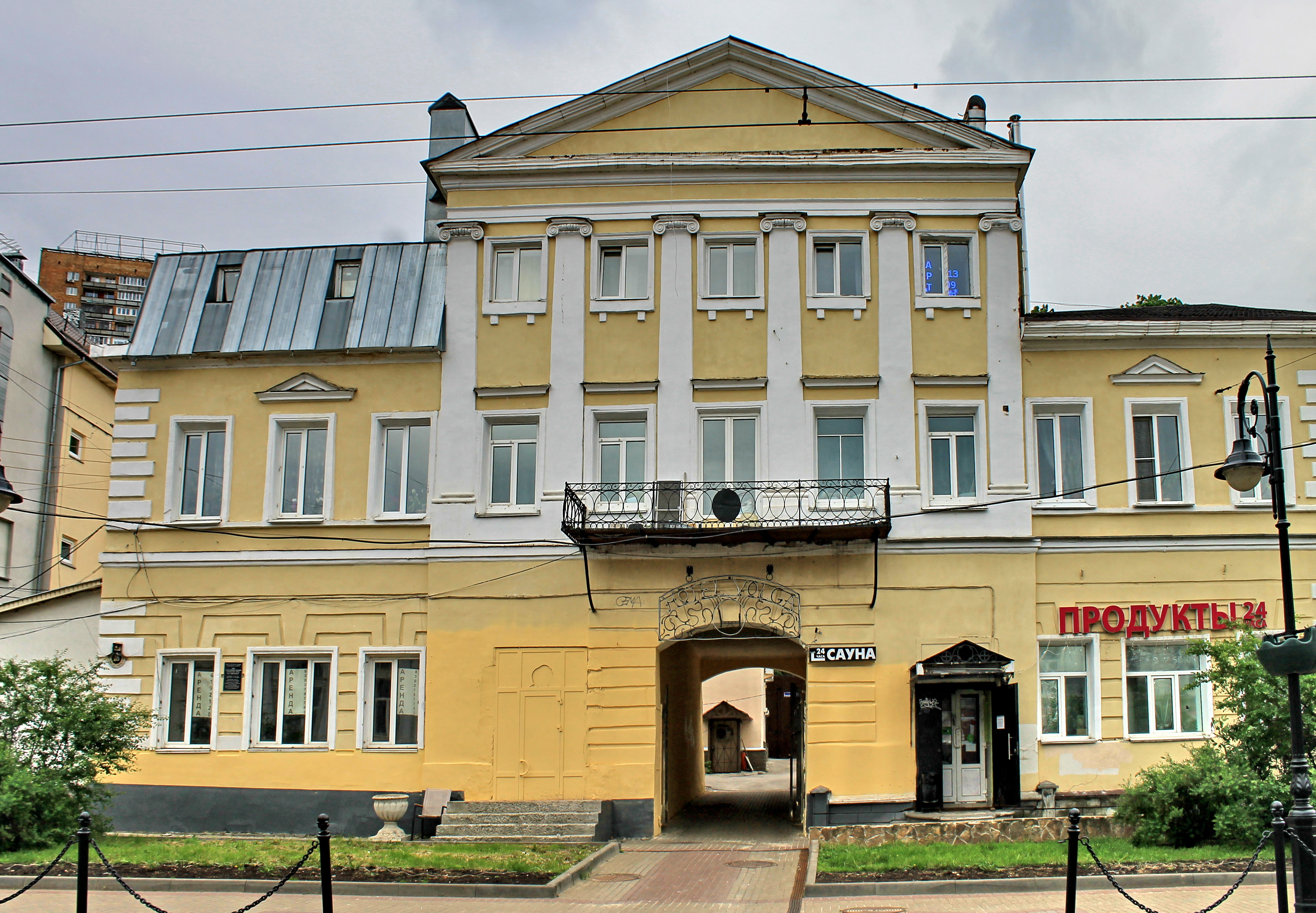
Façade.

Ivan Efimov construit plusieurs maisons et hôtels particuliers à Nijni Novgorod dont les façades présentent des points communs. Celle-ci se présente sous la forme d'une demeure à un étage avec une mezzanine et un passage arqué au milieu menant à la cour de service. La façade donnant sur la rue montre une mezzanine avec six pilastres ioniques. La maison du marchand Alexeï Borissovitch Smirnov est construite avec quelques variantes sur un modèle que l'on retrouve ailleurs dans la ville. Les plans sont approuvés le 2 février 1823.
La façade était brisée par des bandes horizontales de pierre rustique. Six pilastres ioniques couvraient la partie centrale du bâtiment et la mezzanine à cinq fenêtres. Les parties d'angle sont encore couvertes de pierre rustique.
Actuellement, l'architecture originelle du bâtiment est altérée par la superstructure de l'étage des combles du côté gauche de la maison. Le rez-de-chaussée abrite des magasins et la maison est aujourd'hui divisée en appartements et en bureaux.